# Aldea Real
Aldea Real – gmina w Hiszpanii, w prowincji Segowia, w Kastylii i León, o powierzchni 25,28 km². W 2011 roku gmina liczyła 343 mieszkańców.